# Dino Škvorc
Dino Škvorc (Csáktornya, 1990. február 2. –) horvát utánpótlás-válogatott labdarúgó.

## Pályafutása

### Klubcsapatokban
Škvorc az NK Varaždin akadémiáján nevelkedett, a felnőtt csapatban bajnoki mérkőzésen 2007. október 27-én az NK Osijek ellen mutatkozott be. Škvorc megfordult már belga, ciprusi, izraeli, román, szlovén, moldáv és örmény klubokban is, utóbbi két országban bajnoki címet is ünnepelhetett. 2018 nyara óta a magyar élvonalbeli Budapest Honvéd játékosa.

### Válogatottban
Többszörös horvát utánpótlás-válogatott.

## Sikerei, díjai
- Sheriff Tiraspol:
  - Moldáv labdarúgó-bajnokság: 2016–17
  - Moldáv szuperkupa: 2016
- Alashkert:
  - Örmény labdarúgó-bajnokság: 2017–18